# Kalcerrytus amapari
Kalcerrytus amapari là một loài nhện trong họ Salticidae.
Loài này thuộc chi Kalcerrytus. Kalcerrytus amapari được María Elena Galiano miêu tả năm 2000.